# CODA (Apeldoorn)

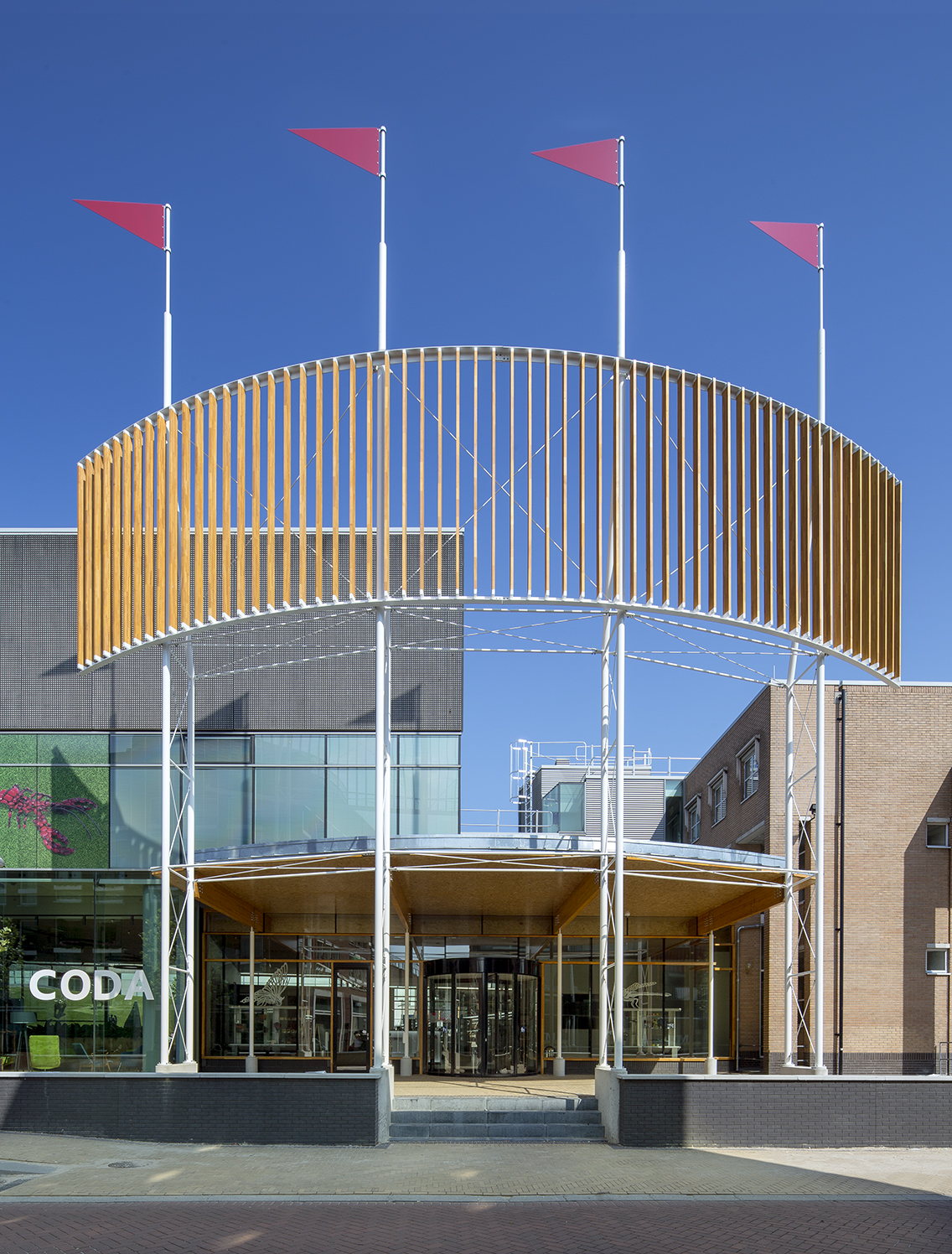

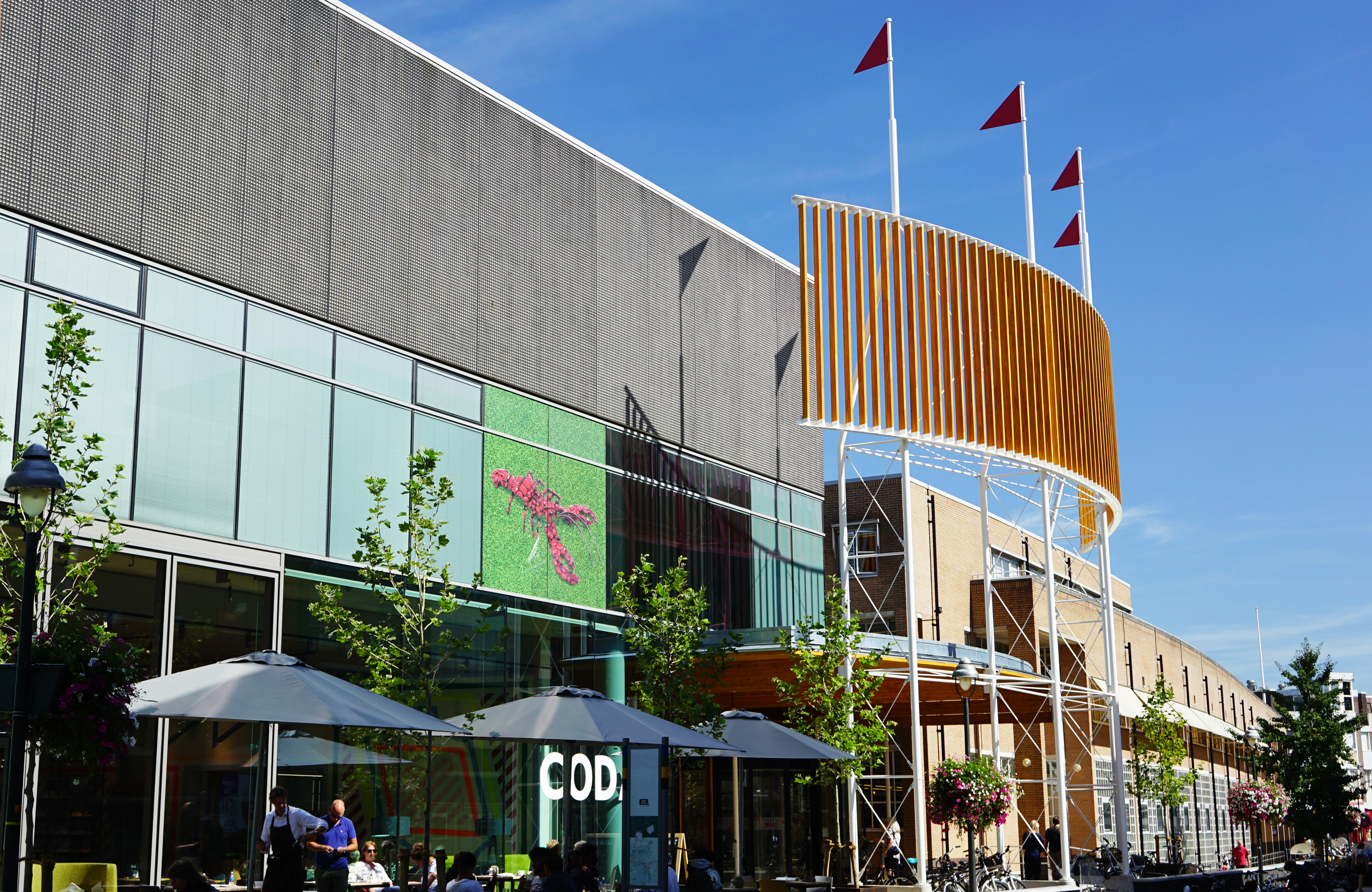
CODA museum

CODA is een cultuurhuis in de Nederlandse stad Apeldoorn dat een museum, openbare bibliotheek en het gemeentearchief huisvest. Het ontwerp is van de Nederlandse architect Herman Hertzberger. 

CODA is een acroniem dat is afgeleid van Cultuur Onder Dak Apeldoorn.
Met debatten en publicaties omtrent maatschappelijke ontwikkelingen en ten aanzien van kunst (literatuur, muziek, film, beeldende kunst) manifesteert CODA zich als kennis- en informatiecentrum. Presentaties tonen er de geschiedenis van Apeldoorn en omstreken.

## Architectuur
Het ontwerp van Hertzberger is het winnende ontwerp van een prijsvraag die de gemeente uitschreef voor een stedelijk centrum voor museum, archief en bibliotheek.
Hertzberger heeft een U-vormig gebouw geplaatst om het Huis voor de Schoone Kunsten, waarin het cursuscentrum voor kunstzinnige vorming Markant en het podium en filmtheater Gigant zijn gehuisvest. De vrije stand van het Huis voor de Schoone Kunsten was een voorwaarde in de prijsvraag. De nieuwbouw speelt ruimtelijk in op de trap van het Huis van Schoone Kunsten. CODA is een transparant gebouw waar men doorheen kan kijken.
CODA is een gebouw met grote vensters waardoor zichtbaar is wat voor functie het gebouw aan de binnenkant heeft. De dichte zwarte doos met daarin de archieven en het depot staat in contrast met de onderliggende glazen gevels. De vloeren hangen met trekstangen onder deze 'doos' waardoor vanwege grote overspanningen de binnenzijde een opener karakter heeft.

## De museumcollectie
Het CODA-museum ontstond als een fusie van het Historisch Museum Apeldoorn en het Van Reekum Museum.
- Deelgebieden van de collectie van het historisch museum, die gedurende een periode van meer dan honderd jaar bijeengebracht werd, zijn: Apeldoornse- en regionale geschiedenis, archeologie uit Apeldoorn en omgeving, wonen en werken op de Oost-Veluwe (sociale geschiedenis), historie- en spotprenten, textiel (met name Veluwse streekdrachten), kunstenaars en vormgevers uit Apeldoorn (onder andere Henk Wegerif) en schilderijen.
- Een grote collectie ADO-speelgoed van ontwerper Ko Verzuu.
- Kenniscentrum van het sieraad (in opbouw) met sinds 2015 een omvangrijk bruikleen van zo'n 400 sieraden uit de rijkscollectie en verder de archieven van o.a. Onno Boekhoudt, Chris Steenbergen en Nicolaas Thuys.
- Hedendaagse kunst uit de collectie van het Van Reekum Museum, opgebouwd vanaf 1978: autonome kunst, kunstenaarsboeken en sieraden van tal van gerenommeerde kunstenaars.

### Sieraden
Samen met het Centraal Museum te Utrecht, het Museum Arnhem, het Stedelijk Museum (Amsterdam) en het Design Museum Den Bosch is CODA een van de belangrijkste instellingen in Nederland die zich bezighoudt met het verzamelen en tentoonstellen van werk van internationale sieraadontwerpers; deze vijf musea werken samen binnen de Collectie Nederland om de respectievelijke verzamelingen op elkaar af te stemmen. Daarnaast deelt CODA ook deze collectie van Modemuze en Sieradenmuze met een breder publiek.

## Van Reekum Stichting
Het CODA-museum voert taken uit die vroeger in het Van Reekum Museum plaats hadden. De Van Reekum Stichting werd opgericht in september 1952. Hoewel de stichting geen eigen collectie inbracht, leverde zij een substantiële financiële bijdrage aan muziek- en kunstfaciliteiten binnen de gemeente Apeldoorn. Aanvankelijk als galerij binnen het cultureel centrum en later als bekend Apeldoorns museum wist het de naam van de schenkers te verbinden aan gevarieerde tentoonstellingen van goede kwaliteit en daarnaast een bijzondere eigen collectie op te bouwen.